# Kaiserkopf
Der Kaiserkopf ist ein 2171 m ü. A. hoher Berg im Kaisergebirge in Tirol ohne Gipfelkreuz. Der Gipfel bietet eine gute Aussicht ins Sölllandl, besonders reizvoll sind die Blicke auf die Ellmauer Halt, den Treffauer, das Tuxeck und zur SkiWelt Wilder Kaiser – Brixental sowie in den Oberen Scharlinger Boden hinab und zum Ostkaiser hinüber. Der Berg wird sehr selten bestiegen.

## Lage
Der Kaiserkopf erhebt sich im westlichen Teil des Wilden Kaisers im Verbindungskamm zwischen dem Treffauer im Westen (Westkaiser) und der Ellmauer Halt im Osten (Zentralkaiser). Er ist gekennzeichnet durch seine markante Ostwand, die steil rund 300 Meter zum Hochgrubachkar hin abfällt. Auf der Westseite ist der Berg dagegen deutlich flacher und weist größtenteils grasige Flächen und schrofiges Gelände auf, wobei der grasige Grat südlich bis zur Scharte (Hirschanger) Richtung Treffauer reicht. Nach Norden bildet der Berg einen brüchigen, felsigen Grat Richtung Ellmauer Halt aus, der hinabführt zur Rote-Rinn-Scharte. Der Gipfel gehört zum Gemeindegebiet von Ellmau.

## Routen
Auf den Kaiserkopf führt keine markierte Route und kein Steig, dennoch sind die Schwierigkeiten einer Besteigung über den Normalweg nicht allzu hoch, eine Begehung erfordert jedoch in jedem Fall Orientierungssinn, Schwindelfreiheit, Trittsicherheit und Erfahrung im alpinen Gelände, vor allem im Steilgras.
Stützpunkte sind die Gruttenhütte, das Anton-Karg-Haus und das Hans-Berger-Haus (Kaisertalhaus).

### Normalweg
Der Normalweg auf den Gipfel beginnt etwa 100 Meter westlich (absteigend) unterhalb der Rote-Rinn-Scharte links abzweigend vom markierten Steig, der von der Scharte hinab über den Oberen Scharliger Boden zum Hans-Berger-Haus führt. Zum Einstieg gelangt man entweder über ebendiesen markierten Steig vom Kaisertal bzw. Hans-Berger-Haus aus, Dauer rund 3 Stunden. Alternativ kann man auch von der Wochenbrunneralm über die Gruttenhütte und den Normalweg zur Ellmauer Halt (Gamsängersteig) aufsteigen, wobei man dann auf knapp 2.100 Metern nach den 74 Eisenbügeln der Gelben Jägerwand links auf den markierten und versicherten Steig zur Rote-Rinn-Scharte abbiegt und von dort der Route noch rund 100 m abwärts folgt, bis etwas oberhalb der Scharte bei dem Felszacken, an dem sich die Schuttrinne teilt, der Einstieg erreicht ist; Zeitaufwand rund 3 Stunden. Vom Einstieg quert man die Rinne nach Süden und steigt dann über schräge Felsplatten auf, bis man ein bräunliches Band erreicht. Über dieses weiter um eine Rippe herum und über Grasschrofen die Nordwestflanke aufwärts bis zum grasigen Sattel am Grat (Hirschanger). Von dort über die steile Wiesenfläche und Schrofen hinauf zum Gipfel mit Gipfelbuch. Bei Nässe sehr gefährlich. Schwierigkeit: I–II, viel Gehgelände. Zeitbedarf etwa 30 Minuten ab Einstieg. Für genauere Beschreibung der Zustiege zum Einstieg siehe die Routenbeschreibungen unter Ellmauer Halt.

### Kletterrouten
Aufgrund seines brüchigen Gesteins ist der Kaiserkopf kein Berg, der Kletterer anzieht. Dennoch gibt es einige Routen ab dem II. Schwierigkeitsgrad (z. B. Nordgrat, II), deren Einstiege über das Hochgrubachkar bzw. die Rote-Rinn-Scharte erreicht werden können (dorthin gelangt man über den markierten Normalweg zur Ellmauer Halt).

## Bilder

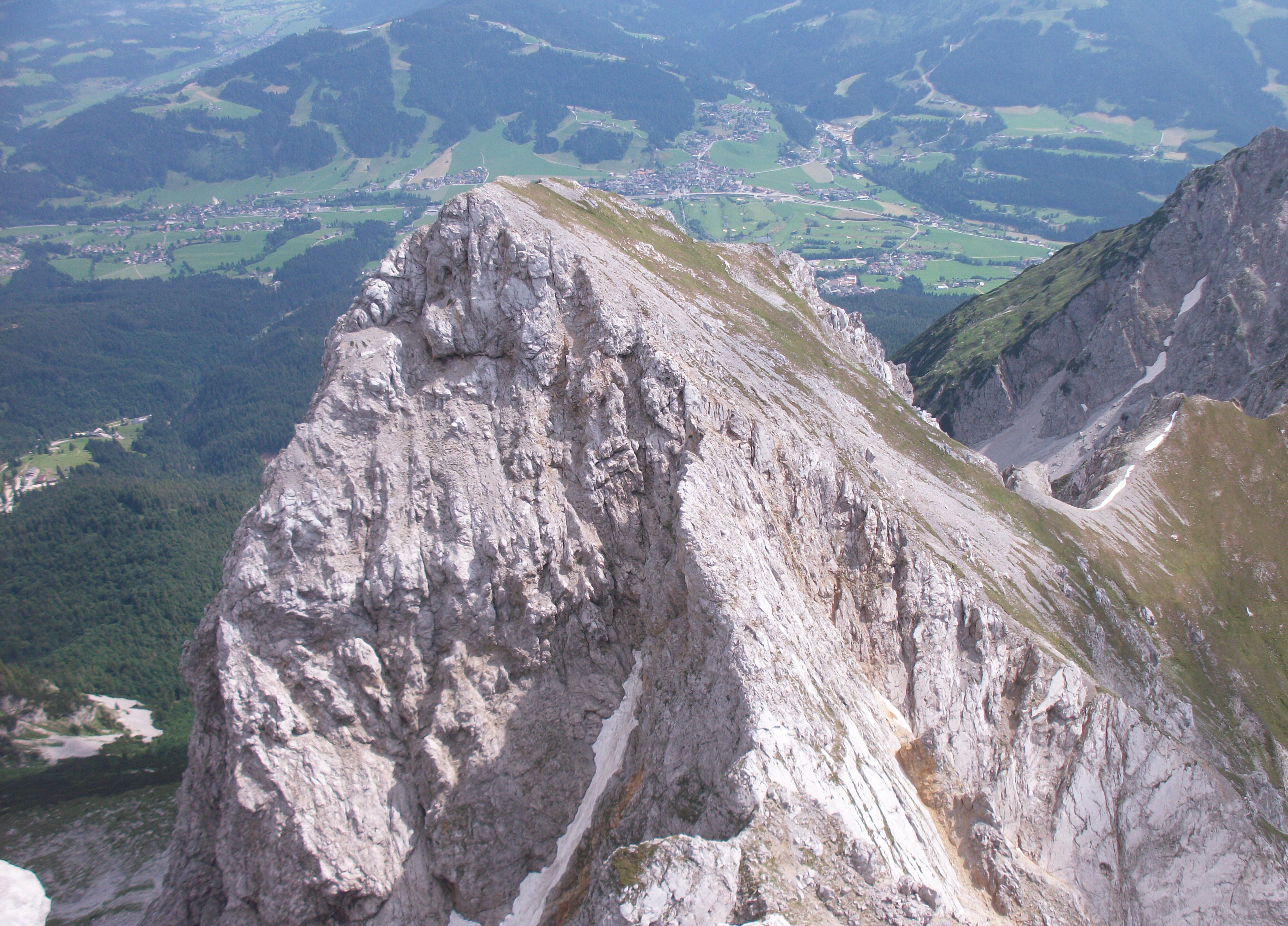
Kaiserkopf von Norden mit Nordgrat, davor die Rote-Rinn-Scharte, hinten rechts der Hirschanger (grasiger Sattel) mit Übergang zum Treffauer, im Tal links Going am Wilden Kaiser, rechts Ellmau
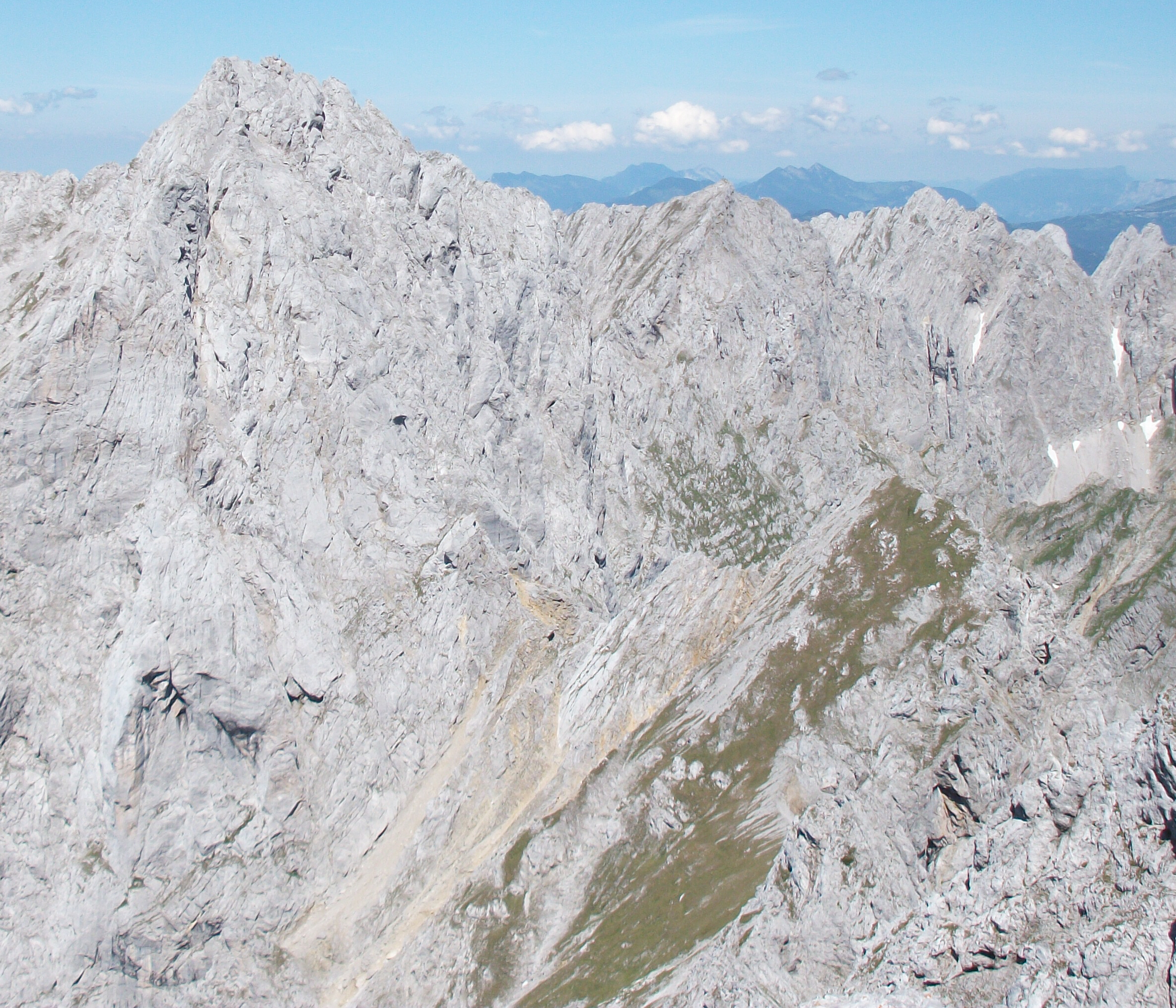
Übergang vom Treffauer zur Ellmauer Halt (hinten links), dazwischen der grasige und schrofige Westrücken des Kaiserkopfes, dahinter die Rote-Rinn-Scharte
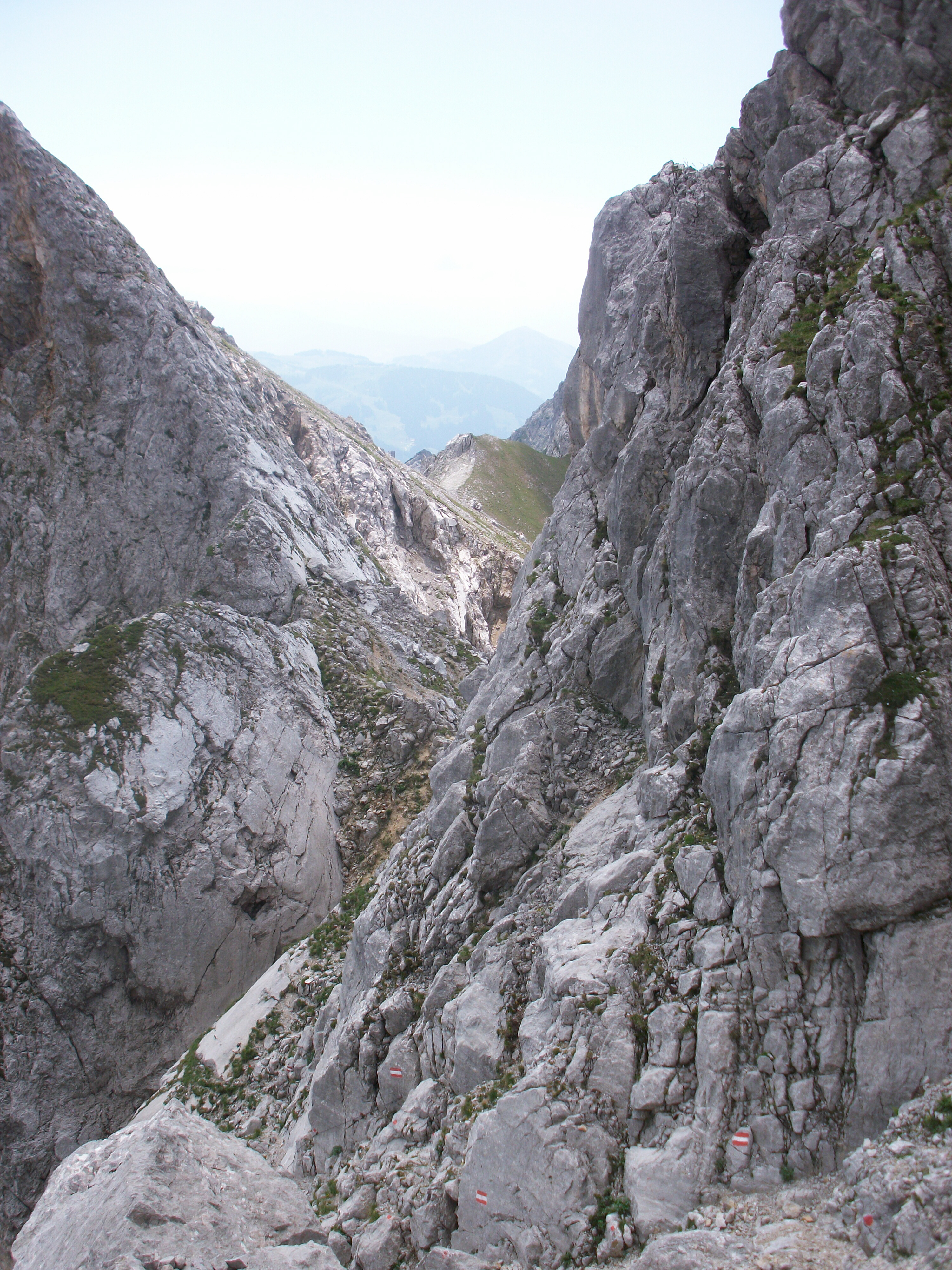
Rote-Rinn-Scharte, dahinter hinten der Hirschanger (grasiger Sattel), über den der Normalweg auf den Kaiserkopf verläuft
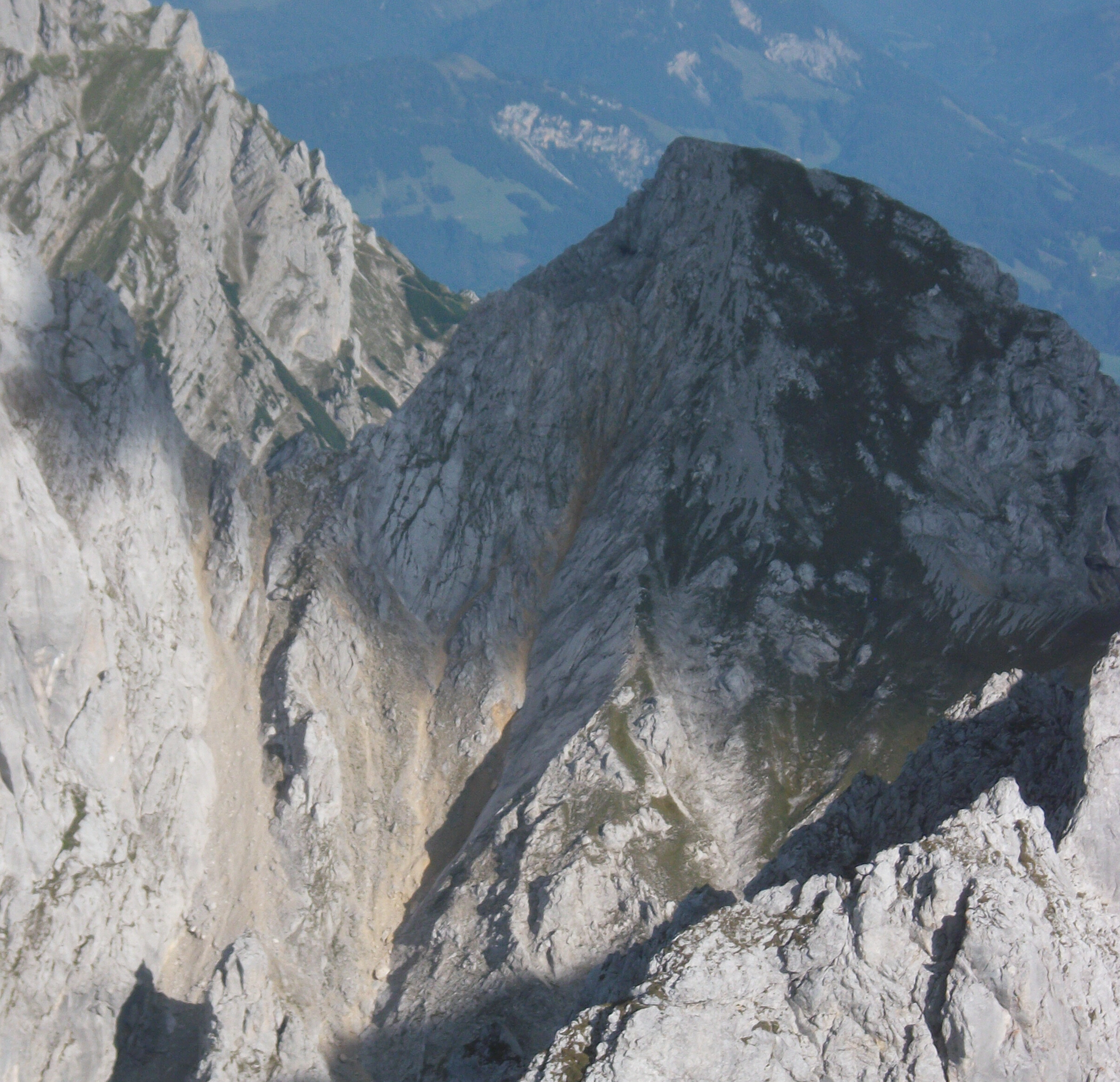
Kaiserkopf (rechts), Rote-Rinn-Scharte (links), gesehen aus Westen